# Le baiser n'est pas un péché
Pour plus de détails, voir Fiche technique et Distribution.
Le baiser n'est pas un péché (Küssen ist keine Sünd) est un film germano-autrichien réalisé par Hubert Marischka, sorti en 1950.

## Fiche technique
- Titre original : Küssen ist keine Sünd
- Titre français : Le baiser n'est pas un péché
- Réalisation : Hubert Marischka
- Scénario : Hubert Marischka et Rudolf Österreicher d'après l'opérette Bruder Straubinger d'Edmund Eysler
- Musique : Alois Melichar
- Directeur de la photographie : Franz Koch
- Pays d'origine :  Allemagne de l'Ouest -  Autriche
- Format : Noir et blanc - 1,37:1 - Mono
- Genre : comédie
- Date de sortie : 1950

## Distribution
- Curd Jürgens : Kammersänger, Felix Alberti
- Hans Olden : Ferdinand Schwaighofer
- Hans Moser : Alois Eder
- Erika von Thellmann : Anastasia
- Elfie Mayerhofer : Tilly
- Adolf Gondrell : Generaldirektor Steinberger
- Gisela Fackeldey : Mara
- Hans Leibelt
- Hélène Robert : Kathi
- Axel Scholtz : Kellnerjunge, Eduard
- Rudolf Schündler
- Hugo Gottschlich
- Herbert Hübner : Christian Reinecke